# Diodonopsis anachaeta
Diodonopsis anachaeta är en orkidéart som först beskrevs av Heinrich Gustav Reichenbach, och fick sitt nu gällande namn av Alec M. Pridgeon och Mark W. Chase. Diodonopsis anachaeta ingår i släktet Diodonopsis och familjen orkidéer. Inga underarter finns listade i Catalogue of Life.